# Anthurium argyrostachyum
Anthurium argyrostachyum är en kallaväxtart som beskrevs av Luis Aloysius, Luigi Sodiro. Anthurium argyrostachyum ingår i släktet Anthurium och familjen kallaväxter. Inga underarter finns listade.